# Hexatoma (Eriocera) caninota
Hexatoma (Eriocera) caninota is een tweevleugelige uit de familie steltmuggen (Limoniidae). De soort komt voor in het Oriëntaals gebied.